# Šesttaktni motor
Šesttaktni motor (ang. Six-stroke engine) je tip motorja z notranjim zgorevanjem. Baziran je na štiritaktnem, ima pa dva dodatna takta (en delovni, en izpušni) s čimer se poveča izkoristek in zmanjša emisije. Od 1890ih so bili razviti trije šesttaktni tipi motorjev.
V prvem primeru, motor uporablja odpadno toploto štiritaktnega (ottovega ali dizelskega) motorja in uporablja iste cilindre kot štiritaktni (ni dodatnih cilindrov). Delovno sredstvo je zrak ali pa para. Valji gredo trikrat gor in dol za vsak vbrizg goriva, dva takta sta delovna: eden pri zgorevanju goriva, drugi pa pri ekspanziji zraka ali pare. 
V drugem primeru šesttaktni motor uporablja dodaten bat v vsakem cilindru, ki se premika s polovično hitrostjo glavnega cilindra.

## Tipi motorjev

### Enobatni
Ta uporablja en bat na cilinder, isto kot konvencionalni dvo- ali štiritaktni motor. Sekundarna delovnega tekočina (ki se ne vžge) poganja drugi delovni takt. 

#### Griffinov šesttaktni motor
Leta 1883, je inženir Samuel Griffin hotel izdelati motor z notranjim zgorevanjem, vendar ni hotel plačati licenco za Ottov motor. Uporabil je poseben valj (patent slide valve) na njegovem enoakticjski šesttaktnem motorju. Leta 1886 je škotski izdelovalec lokomotiv Dick, Kerr & Co. plača Griffinu za licenco in izdelal dvoakcijkse tandem motorjr "Kilmarnock".
====Bajulaz šes
ttaktni motor====